# Aspermont
La ville d’Aspermont est le siège du comté de Stonewall, dans l’État du Texas, aux États-Unis. Sa population s’élevait à 919 habitants lors du recensement de 2010.

## Histoire
Aspermont a été établie en 1889.

## Démographie
| Groupe            | Aspermont | Texas | États-Unis |
| ----------------- | --------- | ----- | ---------- |
| Blancs            | 86,1      | 70,4  | 72,4       |
| Autres            | 7,7       | 10,6  | 6,4        |
| Afro-Américains   | 3,2       | 11,9  | 12,6       |
| Métis             | 2,0       | 2,7   | 2,9        |
| Amérindiens       | 0,5       | 0,7   | 0,9        |
| Asiatiques        | 0,5       | 3,8   | 4,8        |
| Total             | 100       | 100   | 100        |
|                   |           |       |            |
| Latino-Américains | 17,3      | 37,6  | 16,7       |

Selon l’American Community Survey, pour la période 2011-2015, 85,90 % de la population âgée de plus de 5 ans déclare parler l'anglais à la maison et 14,10 % l'espagnol.

## Source
- (en) Cet article est partiellement ou en totalité issu de l’article de Wikipédia en anglais intitulé « Aspermont, Texas » (voir la liste des auteurs).

1. ↑  (en) « Aspermont, TX Population - Census 2010 and 2000 », sur censusviewer.com.
2. ↑  (en) « Population of Texas - Census 2010 and 2000 », sur censusviewer.com.
3. ↑  (en) « Language spoken at home by ability to speak English for the population 5 years and over », sur factfinder.census.gov.